# Elecciones provinciales de Argentina de 1999
Las elecciones provinciales de Argentina de 1999 tuvieron lugar de forma desdoblada en 14 fechas entre el 21 de marzo y el 24 de octubre, con el objetivo de renovar 21 gobernaciones y 23 legislaturas provinciales. En 7 provincias se realizaron en simultáneo con las elecciones presidenciales y las elecciones legislativas en todo el país. La Ciudad de Buenos Aires no renovó ninguna institución local.

## Cronograma
| Distrito                          | Fecha                    | Gobernador             | Partido   | Partido                     | Alianza nacional | Alianza nacional           | Diputados | Senadores |
| --------------------------------- | ------------------------ | ---------------------- | --------- | --------------------------- | ---------------- | -------------------------- | --------- | --------- |
| Buenos Aires (Ver detalle)        | 24 de octubre de 1999    | Carlos Ruckauf         |           | Partido Justicialista       |                  | Concertación Justicialista | 46        | 23        |
| Catamarca (Ver detalle)           | 21 de marzo de 1999      | Oscar Castillo         |           | Unión Cívica Radical        |                  | Alianza                    | 20        | 8         |
| Chaco (Ver detalle)               | 12 de septiembre de 1999 | Ángel Rozas R          |           | Unión Cívica Radical        |                  | Alianza                    | 16        | No elige  |
| Chubut (Ver detalle)              | 24 de octubre de 1999    | José Luis Lizurume     |           | Unión Cívica Radical        |                  | Alianza                    | 27        | No elige  |
| Córdoba                           | 10 de octubre de 1999    | No elige               | 66        | 35                          |                  |                            |           |           |
| Corrientes                        | 24 de octubre de 1999    | No elige               | 13        | 4                           |                  |                            |           |           |
| Entre Ríos (Ver detalle)          | 24 de octubre de 1999    | Sergio Montiel         |           | Unión Cívica Radical        |                  | Alianza                    | 28        | 17        |
| Formosa (Ver detalle)             | 26 de septiembre de 1999 | Gildo Insfrán R        |           | Partido Justicialista       |                  | Concertación Justicialista | 15        | No elige  |
| Jujuy (Ver detalle)               | 24 de octubre de 1999    | Eduardo Fellner        |           | Partido Justicialista       |                  | Concertación Justicialista | 24        | No elige  |
| La Pampa (Ver detalle)            | 24 de octubre de 1999    | Rubén Marín R          |           | Partido Justicialista       |                  | Concertación Justicialista | 26        | No elige  |
| La Rioja (Ver detalle)            | 12 de septiembre de 1999 | Ángel Maza R           |           | Partido Justicialista       |                  | Concertación Justicialista | 16        | No elige  |
| Mendoza (Ver detalle)             | 24 de octubre de 1999    | Roberto Raúl Iglesias  |           | Unión Cívica Radical        |                  | Alianza                    | 24        | 19        |
| Misiones (Ver detalle)            | 12 de septiembre de 1999 | Carlos Rovira          |           | Partido Justicialista       |                  | Concertación Justicialista | 20        | No elige  |
| Neuquén (Ver detalle)             | 26 de septiembre de 1999 | Jorge Sobisch          |           | Movimiento Popular Neuquino |                  | Sin alianza                | 35        | No elige  |
| Río Negro (Ver detalle)           | 27 de junio de 1999      | Pablo Verani R         |           | Unión Cívica Radical        |                  | Alianza                    | 43        | No elige  |
| Salta (Ver detalle)               | 9 de mayo de 1999        | Juan Carlos Romero R   |           | Partido Justicialista       |                  | Concertación Justicialista | 30        | 11        |
| San Juan (Ver detalle)            | 16 de mayo de 1999       | Alfredo Avelín         |           | Cruzada Renovadora          |                  | Alianza                    | 45        | No elige  |
| San Luis (Ver detalle)            | 12 de septiembre de 1999 | Adolfo Rodríguez Saá R |           | Partido Justicialista       |                  | Concertación Justicialista | 21        | 5         |
| Santa Cruz (Ver detalle)          | 23 de mayo de 1999       | Néstor Kirchner R      |           | Partido Justicialista       |                  | Concertación Justicialista | 24        | No elige  |
| Santa Fe (Ver detalle)            | 8 de agosto de 1999      | Carlos Reutemann       |           | Partido Justicialista       |                  | Concertación Justicialista | 50        | 19        |
| Santiago del Estero (Ver detalle) | 22 de agosto de 1999     | Carlos Juárez          |           | Partido Justicialista       |                  | Concertación Justicialista | 25        | No elige  |
| Tierra del Fuego (Ver detalle)    | 20 de junio de 1999      | 1ª vuelta              | 1ª vuelta | 1ª vuelta                   | 1ª vuelta        | 1ª vuelta                  | 15        | No elige  |
| Tierra del Fuego (Ver detalle)    | 4 de julio de 1999       | Carlos Manfredotti     |           | Partido Justicialista       |                  | Concertación Justicialista | No elige  | No elige  |
| Tucumán (Ver detalle)             | 6 de junio de 1999       | Julio Miranda          |           | Partido Justicialista       |                  | Concertación Justicialista | 40        | No elige  |
| R: Reelecto                       |                          |                        |           |                             |                  |                            |           |           |

## Córdoba

### Cámara de Diputados
|  | 34,29 % |

|  | 9,07 % |

|  | 3,11 % |

|  | 1,25 % |

|  | 0,49 % |

|  | 48,21 % |

|  | 29,67 % |

|  | 4,81 % |

|  | 4,76 % |

|  | 39,24 % |

|  | 4,23 % |

|  | 3,59 % |

|  | 1,39 % |

|  | 1,24 % |

|  | 0,73 % |

|  | 0,50 % |

|  | 0,49 % |

|  | 0,38 % |

|  | 90,99 % |

|  | 7,43 % |

|  | 1,58 % |

|  | 78,79 % |

|  | 100 % |

### Cámara de Senadores
|          | Unión por Córdoba y aliados     | 22/35 |
|          | Unión Cívica Radical y aliados  | 9/35  |
|          | Frente País Solidario y aliados | 4/35  |
| Fuentes: |                                 |       |

#### Resultados por departamento
|  | 35,78 % |

|  | 9,54 % |

|  | 2,83 % |

|  | 1,70 % |

|  | 1,19 % |

|  | 0,42 % |

|  | 51,46 % |

|  | 29,42 % |

|  | 8,40 % |

|  | 6,04 % |

|  | 3,14 % |

|  | 0,71 % |

|  | 0,46 % |

|  | 0,36 % |

|  | 92,23 % |

|  | 6,18 % |

|  | 1,59 % |

|  | 79,81 % |

|  | 100 % |

|  | 36,72 % |

|  | 16,19 % |

|  | 4,42 % |

|  | 3,65 % |

|  | 2,37 % |

|  | 1,28 % |

|  | 1,05 % |

|  | 65,68 % |

|  | 21,90 % |

|  | 5,24 % |

|  | 4,97 % |

|  | 1,19 % |

|  | 0,55 % |

|  | 0,46 % |

|  | 94,09 % |

|  | 5,03 % |

|  | 0,88 % |

|  | 82,36 % |

|  | 100 % |

|  | 54,17 % |

|  | 3,60 % |

|  | 0,31 % |

|  | 0,10 % |

|  | 0,10 % |

|  | 0,10 % |

|  | 58,39 % |

|  | 31,63 % |

|  | 5,52 % |

|  | 2,85 % |

|  | 1,37 % |

|  | 0,24 % |

|  | 0,00 % |

|  | 0,00 % |

|  | 94,15 % |

|  | 5,17 % |

|  | 0,68 % |

|  | 79,81 % |

|  | 100 % |

|  | 31,48 % |

|  | 8,57 % |

|  | 3,78 % |

|  | 43,82 % |

|  | 25,88 % |

|  | 4,80 % |

|  | 30,68 % |

|  | 6,11 % |

|  | 4,65 % |

|  | 3,72 % |

|  | 3,12 % |

|  | 2,89 % |

|  | 1,09 % |

|  | 1,04 % |

|  | 0,84 % |

|  | 0,75 % |

|  | 0,66 % |

|  | 0,63 % |

|  | 91,11 % |

|  | 6,23 % |

|  | 2,66 % |

|  | 75,60 % |

|  | 100 % |

|  | 36,62 % |

|  | 7,87 % |

|  | 4,83 % |

|  | 45,32 % |

|  | 31,48 % |

|  | 4,72 % |

|  | 4,06 % |

|  | 40,26 % |

|  | 4,97 % |

|  | 0,74 % |

|  | 5,72 % |

|  | 5,00 % |

|  | 0,99 % |

|  | 0,92 % |

|  | 0,64 % |

|  | 0,56 % |

|  | 0,35 % |

|  | 0,23 % |

|  | 0,01 % |

|  | 93,09 % |

|  | 5,13 % |

|  | 1,78 % |

|  | 78,38 % |

|  | 100 % |

|  | 34,54 % |

|  | 10,84 % |

|  | 4,40 % |

|  | 3,12 % |

|  | 1,98 % |

|  | 1,86 % |

|  | 0,96 % |

|  | 57,43 % |

|  | 28,58 % |

|  | 6,65 % |

|  | 5,76 % |

|  | 0,83 % |

|  | 0,74 % |

|  | 91,86 % |

|  | 7,07 % |

|  | 1,07 % |

|  | 81,09 % |

|  | 100 % |

|  | 42,18 % |

|  | 3,49 % |

|  | 1,70 % |

|  | 1,46 % |

|  | 1,29 % |

|  | 0,58 % |

|  | 50,71 % |

|  | 37,53 % |

|  | 6,42 % |

|  | 3,11 % |

|  | 1,48 % |

|  | 0,75 % |

|  | 93,94 % |

|  | 5,33 % |

|  | 0,72 % |

|  | 79,42 % |

|  | 100 % |

|  | 35,18 % |

|  | 10,57 % |

|  | 3,02 % |

|  | 1,95 % |

|  | 1,55 % |

|  | 0,74 % |

|  | 53,01 % |

|  | 30,91 % |

|  | 4,98 % |

|  | 4,36 % |

|  | 2,29 % |

|  | 2,28 % |

|  | 1,46 % |

|  | 0,43 % |

|  | 0,28 % |

|  | 90,92 % |

|  | 7,56 % |

|  | 1,51 % |

|  | 81,02 % |

|  | 100 % |

|  | 29,81 % |

|  | 7,97 % |

|  | 3,39 % |

|  | 41,16 % |

|  | 31,79 % |

|  | 7,04 % |

|  | 0,50 % |

|  | 39,33 % |

|  | 5,17 % |

|  | 4,80 % |

|  | 4,18 % |

|  | 3,54 % |

|  | 0,63 % |

|  | 0,44 % |

|  | 0,38 % |

|  | 0,33 % |

|  | 0,02 % |

|  | 90,91 % |

|  | 7,10 % |

|  | 2,00 % |

|  | 82,44 % |

|  | 100 % |

|  | 40,22 % |

|  | 8,01 % |

|  | 1,77 % |

|  | 1,29 % |

|  | 0,82 % |

|  | 0,28 % |

|  | 52,38 % |

|  | 35,96 % |

|  | 3,77 % |

|  | 3,48 % |

|  | 1,44 % |

|  | 1,11 % |

|  | 1,09 % |

|  | 0,69 % |

|  | 0,08 % |

|  | 96,00 % |

|  | 3,44 % |

|  | 0,56 % |

|  | 79,19 % |

|  | 100 % |

|  | 44,59 % |

|  | 11,11 % |

|  | 3,28 % |

|  | 1,76 % |

|  | 0,48 % |

|  | 0,27 % |

|  | 61,48 % |

|  | 29,70 % |

|  | 3,23 % |

|  | 3,19 % |

|  | 2,28 % |

|  | 0,08 % |

|  | 0,03 % |

|  | 96,38 % |

|  | 3,12 % |

|  | 0,50 % |

|  | 77,98 % |

|  | 100 % |

## Corrientes

### Cámara de Diputados
|  | 28,06 % |

|  | 17,62 % |

|  | 4,04 % |

|  | 2,09 % |

|  | 23,75 % |

|  | 11,39 % |

|  | 8,40 % |

|  | 0,87 % |

|  | 20,65 % |

|  | 19,25 % |

|  | 5,11 % |

|  | 2,17 % |

|  | 0,68 % |

|  | 0,34 % |

|  | 95,50 % |

|  | 3,73 % |

|  | 0,77 % |

|  | 76,67 % |

|  | 100 % |

### Cámara de Senadores
|  | 27,97 % |

|  | 17,82 % |

|  | 4,09 % |

|  | 2,11 % |

|  | 24,01 % |

|  | 11,46 % |

|  | 8,39 % |

|  | 0,87 % |

|  | 20,72 % |

|  | 19,17 % |

|  | 5,00 % |

|  | 2,17 % |

|  | 0,61 % |

|  | 0,34 % |

|  | 95,43 % |

|  | 3,80 % |

|  | 0,77 % |

|  | 76,62 % |

|  | 100 % |